# Roses
Roses (španělsky Rosas) je obec ve španělském autonomním společenství Katalánsko, v provincii Girona. Žije zde přibližně 20 tisíc obyvatel.
Leží na pobřeží, je důležitým rybářským a kulturním centrem.

## Galerie

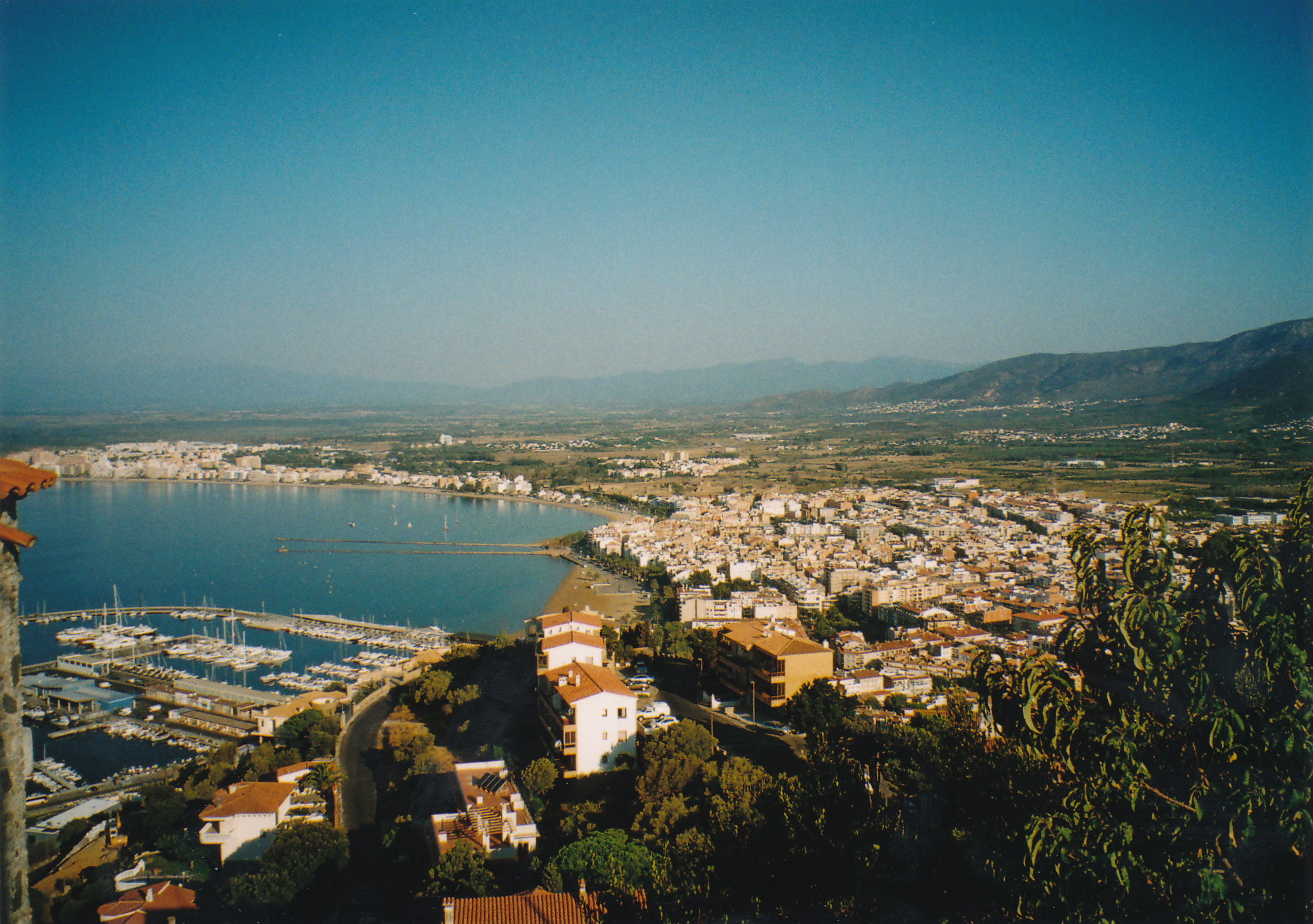
Pohled na město
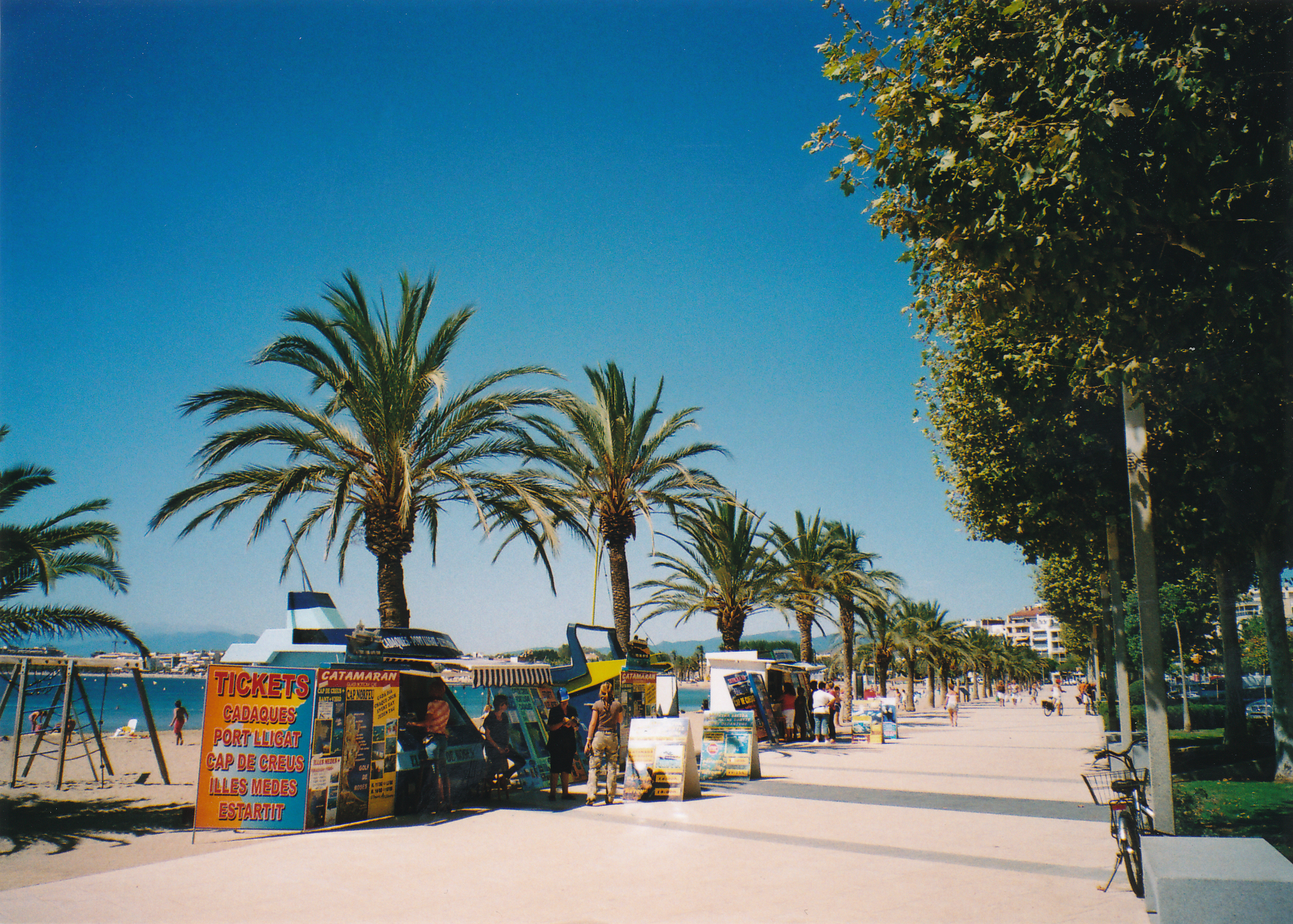
Promenáda s palmami
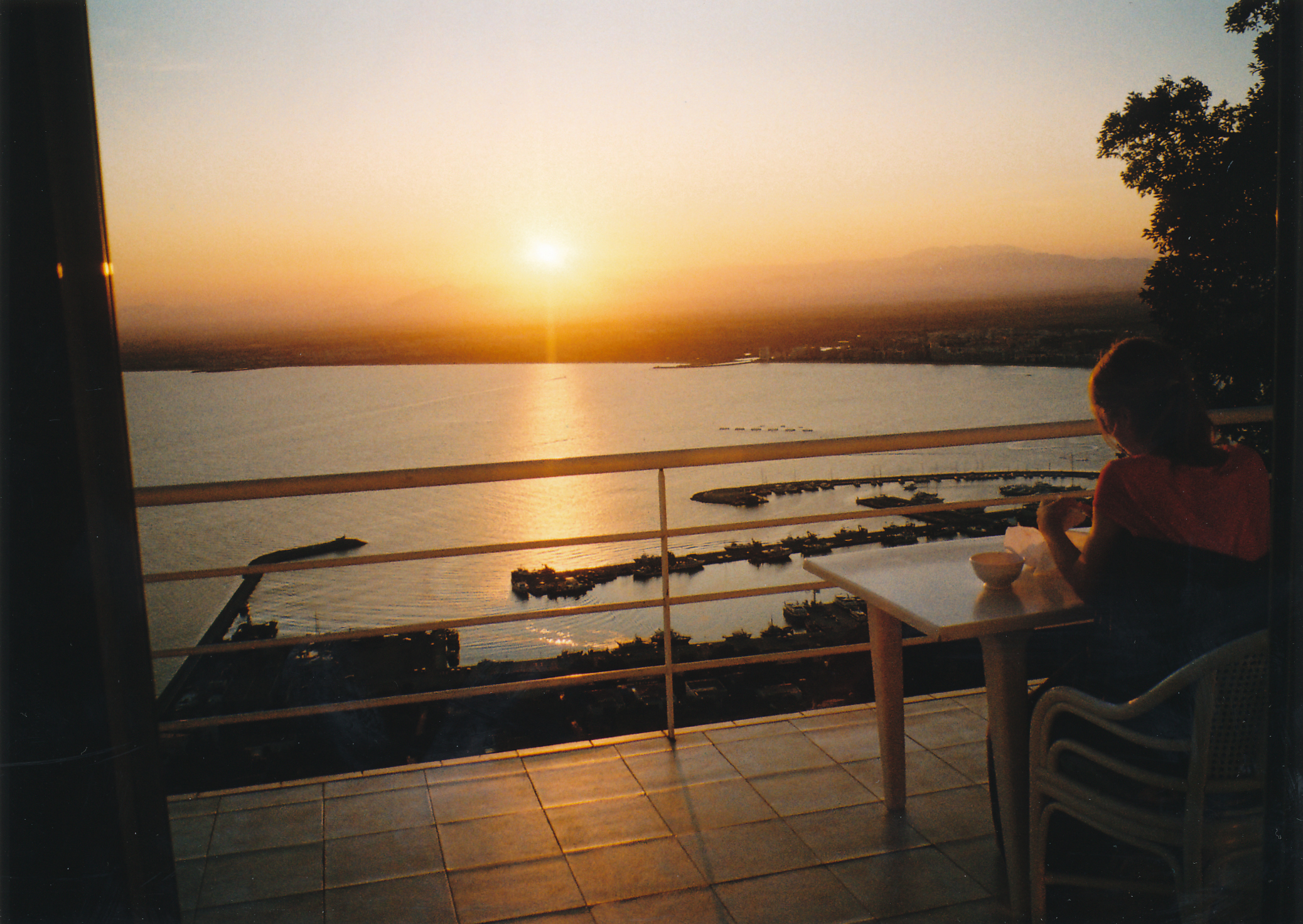
Západ slunce
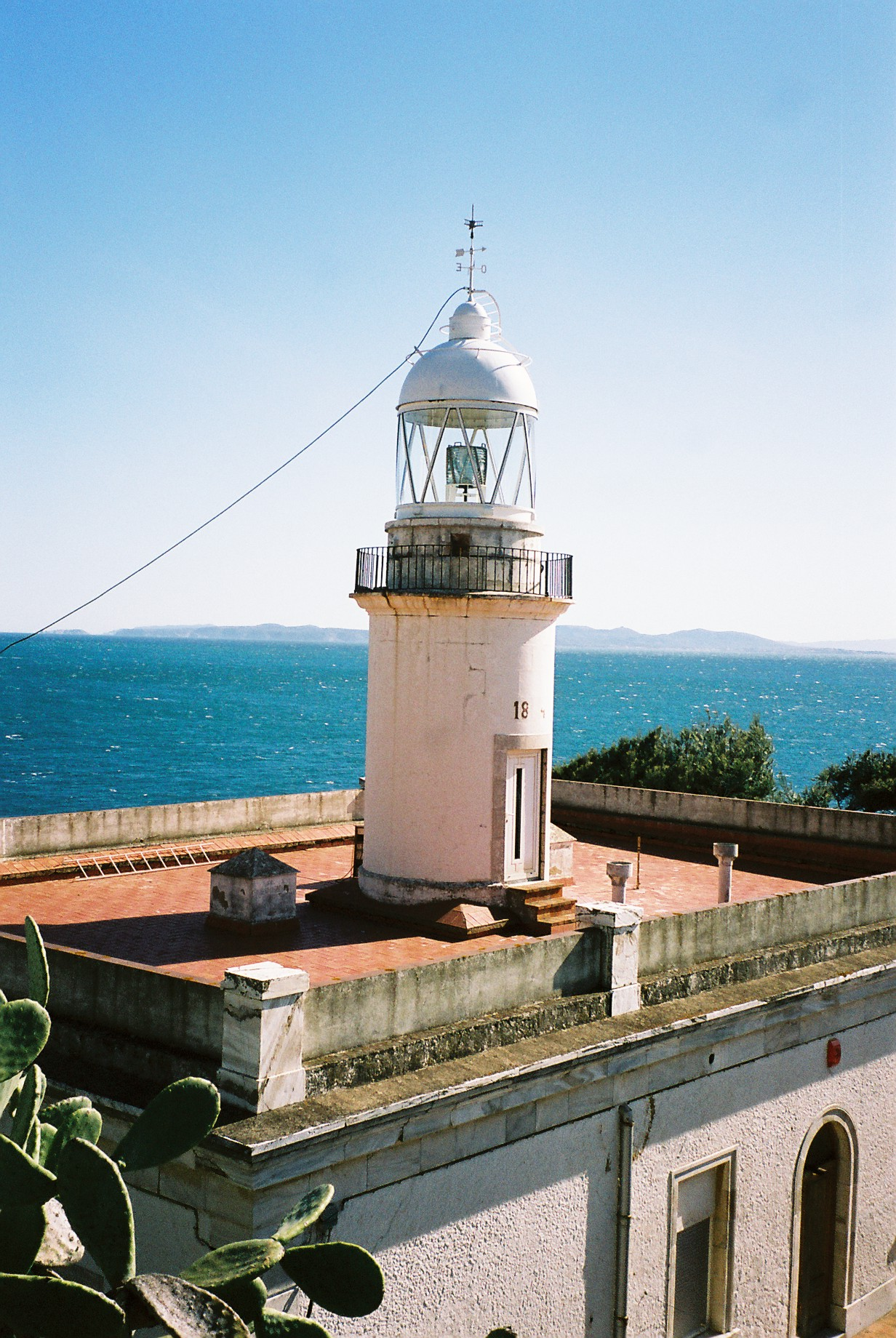
Maják